# Four: A Divergent Story Collection
Four: A Divergent Story Collection es una compilación de cinco libros electrónicos de la trilogía Divergente, narrados desde la perspectiva de Tobias Eaton y escrita por Veronica Roth. La primera historia de la colección, Free Four: Tobias Tells the Divergent Knife-Throwing Scene fue publicada el 23 de abril de 2012. La segunda historia, The Transfer fue publicada el 3 de septiembre de 2013. La tercera historia titulada The Initiate, seguida de The Son y The Traitor fueron lanzadas el 8 de julio de 2014. Después de la publicación de todas las historias, una edición que contendrá las cinco historias cortas será publicada.

## Argumento
De acuerdo con Veronica Roth, estas historias sirven como precuela a la trilogía de Divergente, declarando: "Estas historias abordarán el pasado de Tobias y algunas de las cosas misteriosas que ocurren en el mundo antes de que Tris elija Osadía. En conjunto, forman una especie de precuela de Divergente centrada en Tobias, aunque existe cierta superposición en los acontecimientos".

### Free Four
Es la historia de la escena de lanzamiento de cuchillos del capítulo trece de Divergent contada desde el punto de vista de Tobias, donde revela hechos desconocidos y detalles fascinantes sobre el personaje de Cuatro, su pasado, su iniciación, y sus pensamientos sobre Tris. Fue publicada el 23 de abril de 2012.

### The Transfer
Four: The Transfer: A Divergent Story, (en español: El transferido) cuenta la historia de Cuatro a los 16 años de edad, antes de su ceremonia del Día de Elección y como Iniciado de Osadía. Fue publicada el 3 de septiembre de 2013.

### The Initiate
Four: The Initiate: A Divergent Story, (en español: El Iniciado) cuenta la vida de Cuatro como Iniciado de Osadía. Da detalles sobre cómo fueron sus pruebas como iniciado de Osadía o cómo llegó a ser conocido por ese apodo. Fue publicada el 8 de julio de 2014.

### The Son
Four: The Son: A Divergent Story, (en español: El Hijo) publicada el 8 de julio de 2014, narra la lucha de Cuatro por encontrar su lugar en la jerarquía de Osadía. También sospecha de que un sucio plan se está gestando dentro del gobierno de la facción y descubre un secreto de su pasado que amenaza en gran medida su futuro.

### The Traitor
Four: The Traitor: A Divergent Story, (en español: El Traidor) la cuarta de las historias fue publicada el 8 de julio de 2014. Situada durante los eventos de Divergente, narra el descubrimiento de Tobias sobre un plan de Erudición que podría poner en peligro el sistema de facciones y su esfuerzo por mantener a Abnegación a salvo, así como sus pensamientos sobre la nueva transferida: Tris Prior.

## Antecedentes
En 2012, Veronica Roth publicó en su blog que había escrito una historia sobre Cuatro: "Quise elegir algo que iba a cambiar nuestras percepciones (digo "nuestras" porque cambió la mía también) acerca de la historia, y mostrar cuan limitada es realmente la perspectiva de Tris, a pesar de que es una narradora fiable y observadora", declaró. El 17 de junio, Roth anunció a través de su blog la publicación de cuatro historias cortas narradas desde el punto de vista de Tobias Eaton: "Consideré unas cuantas opciones sobre lo que podría escribir y sobre la perspectiva de quién lo haría. Con el tiempo, se hizo evidente que el personaje en el que estaba más interesada en explorar era Cuatro. Estaba emocionada de expandir mi propio conocimiento sobre él, ayudando a profundizar en el personaje de una manera que nunca lo he hecho antes, y para construir las partes del mundo que Tris nunca experimentó debido a su limitada perspectiva. Curiosamente, también afectaron el contenido de Allegiant".
Cada breve historia explora el mundo de la serie Divergente a través de los ojos del misterioso pero carismático Tobias Eaton, revelando facetas desconocidas de su personalidad, su pasado, y sus relaciones. Las historias estarán disponibles como e-books, y en forma física a partir del 11 de febrero de 2014 en una compilación que también incluirá Free Four.

## Recepción
The AP book club dio una crítica positiva Free Four al decir que "incluso tan corta como es, realmente ayuda a dar un poco más de profundidad a Cuatro, Tris, e incluso a Eric".
Bibliofiend en su opinión, dijo que "The Transfer dio una inmensa cantidad de profundidad a un personaje que parecía siempre tan reservado y duro. Entrar en la mente de Cuatro fue una gran manera de entender sus motivos y razonamientos para elegir dejar Abnegación".